# Trpín (Tschechien)
Trpín (deutsch Trepin) ist eine Gemeinde im Okres Svitavy, Tschechien. Sie liegt sechs Kilometer südöstlich von Bystré u Poličky in der Böhmisch-Mährischen Höhe.

## Gemeindegliederung
Die Gemeinde Trpín besteht aus den Ortsteilen Trpín (Trepin) mit 380 Einwohnern und Hlásnice (Wachteldorf) mit 60 Einwohnern.

## Partnergemeinde
- Palkonya (Ungarn)

## Sehenswürdigkeiten

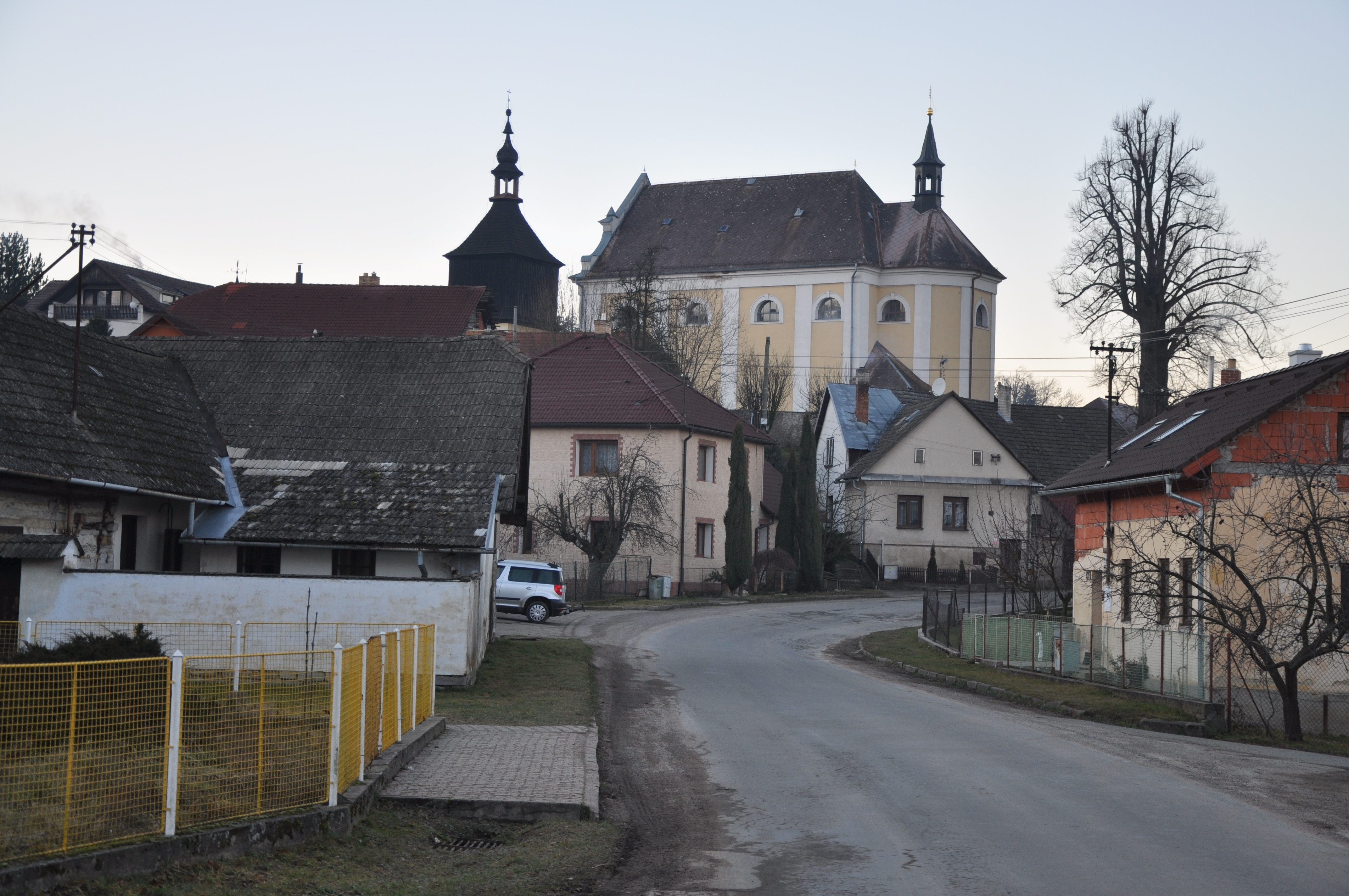
Kirche des hl. Wenzel

- Kirche des hl. Wenzel

## Söhne und Töchter der Gemeinde
- Otakar Sedloň, akademischer Maler, (1885–1973)
- Josef Krušina, Lehrer